# Acura TL
La Acura TL è un'autovettura prodotta dalla casa automobilistica giapponese Acura dal 1995 al 2014.
Introdotta nel 1996 per sostituire l'Acura Vigor, nel mercato nipponico è stata venduta dal 1996 al 2000 come Honda Inspire' e dal 1996 al 2004 come Honda Sabre. Nel 2005, si è classificata come la seconda berlina di lusso più venduta negli Stati Uniti dietro la BMW Serie 3. Sono state prodotte quattro generazioni della Acura TL, con l'ultima generazione che ha debuttato nel 2008. La produzione è terminata nel 2014, venendo sostituita dalla TLX.